# Caucasia
Caucasia – miasto kolumbijskie znajdujące się w departamencie Antioquia. W roku 2002 miasto liczyło 64847 mieszkańców.
- Miasto było siedzibą drugoligowego klubu piłkarskiego Corporación Deportiva Bajo Cauca Fútbol Club.